# Сага (Джангельдинський район)
Сага́ (каз. Саға) — село у складі Джангельдинського району Костанайської області Казахстану. Адміністративний центр Кизбельського сільського округу.
Населення — 476 осіб (2021; 505 у 2009, 579 у 1999, 867 у 1989).